# Folie arcadienne (single)
Folie arcadienne is een nummer van de Franse band Arcadian uit 2016, heruitgegeven in 2017. Het is de eerste single van hun gelijknamige debuutalbum.
Toen "Folie arcadienne" in de zomer van 2016 werd uitgebracht, had het in thuisland Frankrijk met een 132 positie niet veel succes. In het voorjaar van 2017 werd het vrolijke nummer opnieuw uitgebracht. Hoewel het buiten de Franse hitlijsten bleef, werd het in Wallonië wel een hit met een 9e positie. Het succes waaide ook een beetje over naar Vlaanderen, waar het de 17e positie behaalde in de Tipparade.